# 半刺光唇鱼
半刺光唇鱼（学名：Acrossocheilus hemispinus），又稱半刺石𩼧，为輻鰭魚綱鯉形目鲤科光唇鱼属的亚热带淡水鱼类，俗名火烧鲮。在中国，分布于广西的西江和福建的闽江等。本魚體長且側扁，口下位，具觸鬚2對，下唇側瓣發達，體被中形圓鱗，側線完整，側線鱗39-41枚，背鰭末根鰭條變硬，邊緣具鋸齒，體色淺黃色，體側具有5-6條橫紋，沿著側線有一條黑色縱紋，腹部淡紅色，體長可達20公分，棲息在河川底中層水域，生活習性不明。该物种的模式产地在福建南平。
此鱼约20公分长。

## 亚种
- 带半刺光唇鱼（学名：Acrossocheilus hemispinus cinctus），Lin于1931年命名，是中国的特有物种。分布于珠江的西江水系等。该物种的模式产地在广西瑶山。[3]
- 半刺光唇鱼指名亚种（学名：Acrossocheilus hemispinus hemispinus），Nichols于1925年命名，是中国的特有物种。分布于闽江水系等。该物种的模式产地在福建南平。[4]

## 扩展阅读
維基物種上的相關：半刺光唇鱼